# Сиахмансур
Сиахмансу́р или Сиа́х-Мансу́р или Сиа́х-мансу́р (перс. سياه منصور‎) — небольшой город на юго-западе Ирана, в провинции Хузестан. Входит в состав шахрестана Дизфуль и является юго-восточным пригородом его одноимённого центра.
На 2006 год население составляло 4 556 человек.

## География
Город находится в северной части Хузестана, в северо-восточной части Хузестанской равнины, на высоте 93 метров над уровнем моря.
Сиахмансур расположен на расстоянии приблизительно 110 километров к северу от Ахваза, административного центра провинции и на расстоянии 450 километров к юго-западу от Тегерана, столицы страны.